# Анрі (великий герцог Люксембургу)
Анрі (Генріх) (фр. Henri, повне ім'я Анрі Альбер Габріель Фелікс Марі Гійом; нар. 16 квітня 1955, Бецдорф, Люксембург) — регент Великого герцогства Люксембургу з 7 жовтня 2000 року, Великий герцог Люксембургу. Старший син великого герцога Жана та бельгійської принцеси Жозефіни-Шарлотти, а також двоюрідний брат Короля Бельгії Філіпа I.

## Біографія
Представник Бурбон-Пармської гілки династії Бурбонів. За материнською лінією онук короля Бельгії Леопольда III і принцеси Астрід Шведської. Двоюрідний брат нині правлячого короля Бельгії Філіпа I.
Великий герцог Анрі має двох сестер: ерцгерцогиня Марі-Астрід Австрійська (1954) і княгиня Маргарита Ліхтенштейн (1957); а також двох братів: принц Жан Люксембурзький (1957, брат-близнюк Маргарити) і принц Гійом Люксембурзький (1963).

### Освіта
Анрі здобув середню освіту в Люксембурзі, потім навчався у Франції, де здобув ступінь бакалавра 1974 року. 1975 року закінчив Королівську військову академію в Сандгерсті у Великій Британії. Потім навчався в Женевському університеті, де в 1980 році здобув ступінь ліценціата політології. Стажувався в США. Йому присуджено почесний ступінь доктора гуманітарних наук університету Найсвятішого Серця, Феєрфілд, штат Коннектикут (США), а також почесний ступінь доктора юридичних наук університету Маямі, Оксфорд, штат Огайо (США). Він також почесний доктор економіки університету Кхон Каен, Таїланд і почесний доктор політології Трірського університету, Німеччина.
Нині має два військових звання — полковника люксембурзької армії і почесного майора парашутного полку Великої Британії (з 1989 року).

### Громадська і політична діяльність
З 1980 по 1988 роки був членом Державної ради Люксембургу (консультативний орган при герцогу). У березні 1998 року був призначений представником великого герцога. Великим герцогом Люксембургу став 7 жовтня 2000 року після зречення з престолу герцога Жана. З лютого 1998 року — член Міжнародного олімпійського комітету. Активний захисник дикої природи, особливо багато зусиль докладає до збереження унікальної екосистеми Галапагоських островів (Еквадор).
На Різдво 2024 року Великий герцог Люксембурзький Анрі заявив, що зречеться престолу на користь 43-річного сина Гійома 3 жовтня 2025 року: «Для більшості представників мого покоління настав час йти на пенсію. Це природний процес».

## Приватне життя
Серед захоплень герцога — читання, класична музика, мисливство та спорт (гірські та водні лижі, плавання, яхти, теніс). Окрім люксембурзької мови, також володіє англійською, французькою і німецькою мовами.

### Родина і діти
Під час навчання в Женевському університеті Анрі познайомився з кубинкою Марією-Терезою Местре (народилась 22 березня 1956 в Маріанао, Гавана, Куба), яка також вивчала політологію. Її батьки, Хосе Антоніо Местре (1926) і Марія Тереза Батіста (1928—1988), обидва народилися у Ведадо (Гавана, Куба) і є нащадками заможних і знатних іспанських сімей, і навіть конкістадорів. Вони покинули Кубу під час революції в жовтні 1956 року і переїхали в Нью-Йорк. У Нью-Йорку Марія-Тереза здобула початкову і середню освіту, відвідувала уроки співу і балетну школу.
Анрі та Марія-Тереза одружилися 14 лютого 1981 року в Люксембурзі, попередньо отримавши згоду великого герцога Жана 7 листопада 1980 року. У герцогського подружжя п'ятеро дітей:
- Принц Гійом (наслідний Великий герцог Люксембургу) (нар. 1981)
- Принц Фелікс Люксембурзький (нар. 1984)
- Принц Луї Люксембурзький (нар. 1986)
- Принцеса Олександра Люксембурзька (нар. 1991)
- Принц Себастьян Люксембурзький (нар. 1992)

## Генеалогія
| Роберт Пармський | Роберт Пармський | Роберт Пармський | Роберт Пармський | Роберт Пармський        | Роберт Пармський        |                         |                         | Марія Антонія Португальська | Марія Антонія Португальська | Марія Антонія Португальська | Марія Антонія Португальська | Марія Антонія Португальська | Марія Антонія Португальська |                    |                    | Вільгельм IV       | Вільгельм IV       | Вільгельм IV | Вільгельм IV | Вільгельм IV           | Вільгельм IV           |                        |                        | Марія Анна Португальська | Марія Анна Португальська | Марія Анна Португальська | Марія Анна Португальська | Марія Анна Португальська | Марія Анна Португальська |  |  | Альберт I | Альберт I | Альберт I | Альберт I | Альберт I    | Альберт I    |              |              | Єлизавета Баварська | Єлизавета Баварська | Єлизавета Баварська | Єлизавета Баварська | Єлизавета Баварська           | Єлизавета Баварська           |                               |                               | Карл Шведський                | Карл Шведський                | Карл Шведський | Карл Шведський | Карл Шведський  | Карл Шведський  |                 |                 | Інгеборга Данська | Інгеборга Данська | Інгеборга Данська | Інгеборга Данська | Інгеборга Данська | Інгеборга Данська |  |  |
| Роберт Пармський | Роберт Пармський | Роберт Пармський | Роберт Пармський | Роберт Пармський        | Роберт Пармський        |                         |                         | Марія Антонія Португальська | Марія Антонія Португальська | Марія Антонія Португальська | Марія Антонія Португальська | Марія Антонія Португальська | Марія Антонія Португальська |                    |                    | Вільгельм IV       | Вільгельм IV       | Вільгельм IV | Вільгельм IV | Вільгельм IV           | Вільгельм IV           |                        |                        | Марія Анна Португальська | Марія Анна Португальська | Марія Анна Португальська | Марія Анна Португальська | Марія Анна Португальська | Марія Анна Португальська |  |  | Альберт I | Альберт I | Альберт I | Альберт I | Альберт I    | Альберт I    |              |              | Єлизавета Баварська | Єлизавета Баварська | Єлизавета Баварська | Єлизавета Баварська | Єлизавета Баварська           | Єлизавета Баварська           |                               |                               | Карл Шведський                | Карл Шведський                | Карл Шведський | Карл Шведський | Карл Шведський  | Карл Шведський  |                 |                 | Інгеборга Данська | Інгеборга Данська | Інгеборга Данська | Інгеборга Данська | Інгеборга Данська | Інгеборга Данська |  |  |
|                  |                  |                  |                  |                         |                         |                         |                         |                             |                             |                             |                             |                             |                             |                    |                    |                    |                    |              |              |                        |                        |                        |                        |                          |                          |                          |                          |                          |                          |  |  |           |           |           |           |              |              |              |              |                     |                     |                     |                     |                               |                               |                               |                               |                               |                               |                |                |                 |                 |                 |                 |                   |                   |                   |                   |                   |                   |  |  |
|                  |                  |                  |                  | Фелікс Бурбон-Пармський | Фелікс Бурбон-Пармський | Фелікс Бурбон-Пармський | Фелікс Бурбон-Пармський | Фелікс Бурбон-Пармський     | Фелікс Бурбон-Пармський     |                             |                             |                             |                             |                    |                    |                    |                    |              |              | Шарлотта Люксембурзька | Шарлотта Люксембурзька | Шарлотта Люксембурзька | Шарлотта Люксембурзька | Шарлотта Люксембурзька   | Шарлотта Люксембурзька   |                          |                          |                          |                          |  |  |           |           |           |           | Леопольд III | Леопольд III | Леопольд III | Леопольд III | Леопольд III        | Леопольд III        |                     |                     |                               |                               |                               |                               |                               |                               |                |                | Астрід Шведська | Астрід Шведська | Астрід Шведська | Астрід Шведська | Астрід Шведська   | Астрід Шведська   |                   |                   |                   |                   |  |  |
|                  |                  |                  |                  | Фелікс Бурбон-Пармський | Фелікс Бурбон-Пармський | Фелікс Бурбон-Пармський | Фелікс Бурбон-Пармський | Фелікс Бурбон-Пармський     | Фелікс Бурбон-Пармський     |                             |                             |                             |                             |                    |                    |                    |                    |              |              | Шарлотта Люксембурзька | Шарлотта Люксембурзька | Шарлотта Люксембурзька | Шарлотта Люксембурзька | Шарлотта Люксембурзька   | Шарлотта Люксембурзька   |                          |                          |                          |                          |  |  |           |           |           |           | Леопольд III | Леопольд III | Леопольд III | Леопольд III | Леопольд III        | Леопольд III        |                     |                     |                               |                               |                               |                               |                               |                               |                |                | Астрід Шведська | Астрід Шведська | Астрід Шведська | Астрід Шведська | Астрід Шведська   | Астрід Шведська   |                   |                   |                   |                   |  |  |
|                  |                  |                  |                  |                         |                         |                         |                         |                             |                             |                             |                             |                             |                             |                    |                    |                    |                    |              |              |                        |                        |                        |                        |                          |                          |                          |                          |                          |                          |  |  |           |           |           |           |              |              |              |              |                     |                     |                     |                     |                               |                               |                               |                               |                               |                               |                |                |                 |                 |                 |                 |                   |                   |                   |                   |                   |                   |  |  |
|                  |                  |                  |                  |                         |                         |                         |                         |                             |                             |                             |                             | Жан Люксембурзький          | Жан Люксембурзький          | Жан Люксембурзький | Жан Люксембурзький | Жан Люксембурзький | Жан Люксембурзький |              |              |                        |                        |                        |                        |                          |                          |                          |                          |                          |                          |  |  |           |           |           |           |              |              |              |              |                     |                     |                     |                     | Жозефіна Шарлотта Бельгійська | Жозефіна Шарлотта Бельгійська | Жозефіна Шарлотта Бельгійська | Жозефіна Шарлотта Бельгійська | Жозефіна Шарлотта Бельгійська | Жозефіна Шарлотта Бельгійська |                |                |                 |                 |                 |                 |                   |                   |                   |                   |                   |                   |  |  |
|                  |                  |                  |                  |                         |                         |                         |                         |                             |                             |                             |                             | Жан Люксембурзький          | Жан Люксембурзький          | Жан Люксембурзький | Жан Люксембурзький | Жан Люксембурзький | Жан Люксембурзький |              |              |                        |                        |                        |                        |                          |                          |                          |                          |                          |                          |  |  |           |           |           |           |              |              |              |              |                     |                     |                     |                     | Жозефіна Шарлотта Бельгійська | Жозефіна Шарлотта Бельгійська | Жозефіна Шарлотта Бельгійська | Жозефіна Шарлотта Бельгійська | Жозефіна Шарлотта Бельгійська | Жозефіна Шарлотта Бельгійська |                |                |                 |                 |                 |                 |                   |                   |                   |                   |                   |                   |  |  |
|                  |                  |                  |                  |                         |                         |                         |                         |                             |                             |                             |                             |                             |                             |                    |                    |                    |                    |              |              |                        |                        |                        |                        |                          |                          |                          |                          |                          |                          |  |  |           |           |           |           |              |              |              |              |                     |                     |                     |                     |                               |                               |                               |                               |                               |                               |                |                |                 |                 |                 |                 |                   |                   |                   |                   |                   |                   |  |  |
|                  |                  |                  |                  |                         |                         |                         |                         |                             |                             |                             |                             |                             |                             |                    |                    |                    |                    |              |              |                        |                        |                        |                        |                          |                          |                          |                          | Анрі                     |                          |  |  |           |           |           |           |              |              |              |              |                     |                     |                     |                     |                               |                               |                               |                               |                               |                               |                |                |                 |                 |                 |                 |                   |                   |                   |                   |                   |                   |  |  |